# Zoológico de Ähtäri
El Zoológico de Ähtäri (en finés: Ähtärin eläinpuisto) es un zoológico de 60 hectáreas (150 acres) en Ähtäri, Finlandia, que fue inaugurado en 1973. Es el segundo parque zoológico más grande en Finlandia, y es miembro de la Asociación Europea de Zoológicos y Acuarios (EAZA).
El alce "Köpi" fue el primer animal en el zoológico. Después de varios años, los lobos y linces se fueron añadiendo. Sin embargo los residentes más famosos del zoológico son, probablemente, los osos, Santeri y su compañero Santra, que han vivido en el zoológico casi desde su fundación.
En 2003, el Zoológico de Korkeasaari en Helsinki, donó algunos leopardos de nieve al zoológico de Ähtäri por su aniversario número 30. Para el año 2006 había 65 animales, en su mayoría de la zona de coníferas.